# ミドル・サークル
ミドル・サークル(Middle Circle)とは、かつてロンドンで運行されていた、列車の運行系統の名称である。
19世紀後半から20世紀初頭にかけ、現在主にロンドン地下鉄の複数の路線になっている複数の鉄道の線路を直通運転していた。
完全な環状は形成していなかったが、ロンドンの都心部を周回し、また多くの区間で路線を共有していたインナー・サークル（現在のサークル線）になぞらえてこの名が使用されていた。そのルートは、多くの区間でインナー・サークルと同じ路線を走行しつつ、西側部分のみ外側に膨らんで走行する、というものである。

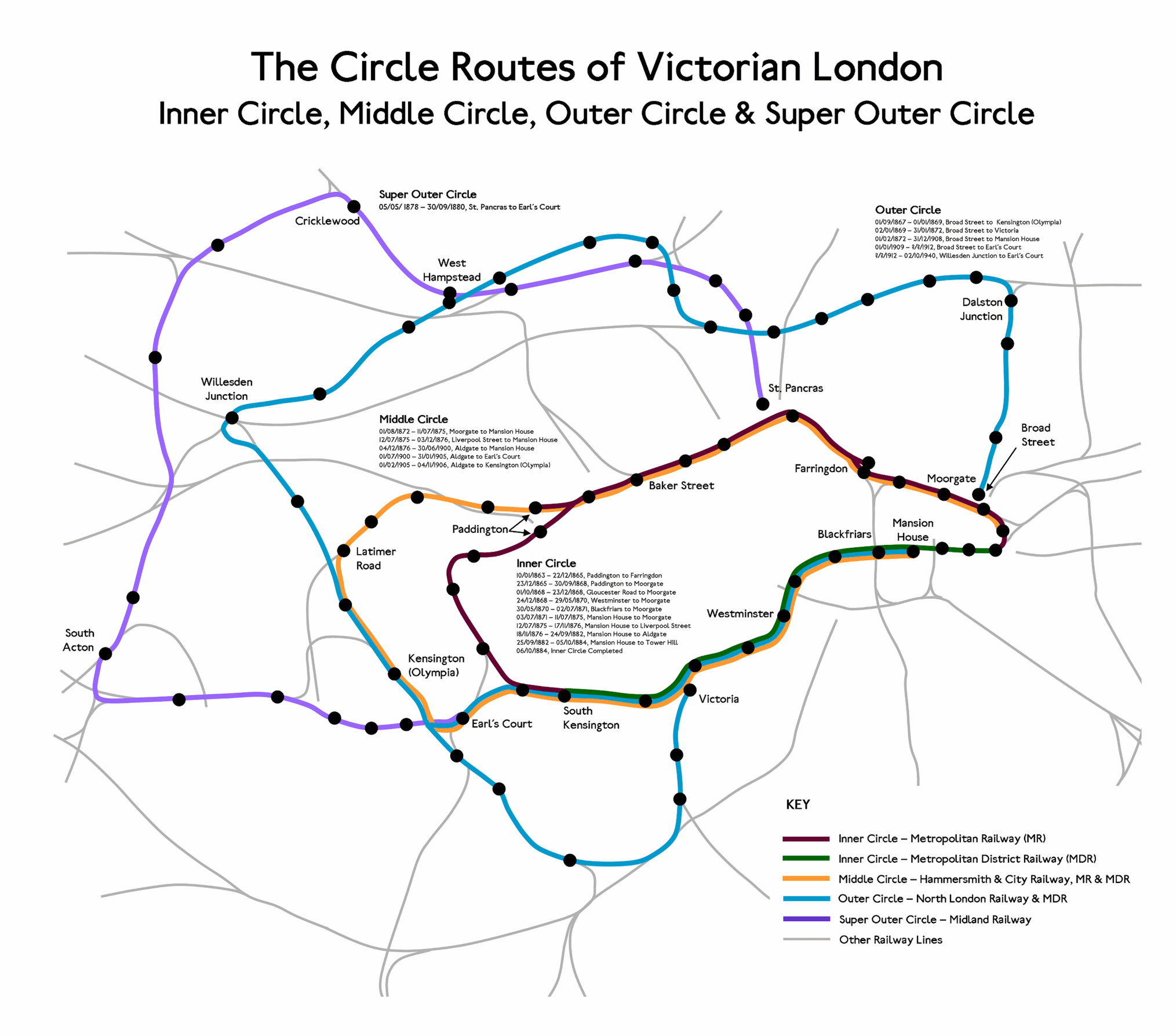
ミドル・サークルの路線（黄色）および他のサークル系統

## 概要
メトロポリタン鉄道（MR、現在のサークル線北半分）、ハマースミス&シティー鉄道（H&CR、現在のハマースミス&シティー線）、ウェストロンドン鉄道（WLR、現在のウェストロンドン線）、メトロポリタン・ディストリクト鉄道（MDR、現在のディストリクト線・サークル線南半分）の線路を直通運転する列車で、H&CRとMDRによって列車は運行されていた。
各社の線路ともに既存の鉄道路線を使用され、また鉄道会社による他の運行系統と線路を共有していた。
なお、ミドル・サークルは多くの列車が運行されたものの、独自の路線としては路線図には記されなかった。20世紀の始めには最初の地下鉄路線図が製作されたが、路線が明確に記されたものは無いようである（インナー・サークルも路線図上では記されることは無く、1949年にサークル線となってから初めて単独の路線として記された）。

### 駅一覧
| 運行期間                         | 所属 路線                                               | 駅名                                                            | 日本語訳 （ ）は現在の駅名                        | 現在の 路線             | 現在の 路線 |
| -------------------------------- | ------------------------------------------------------- | --------------------------------------------------------------- | ------------------------------------------------- | ----------------------- | ----------- |
| 1876年 12月4日 ｜ 1906年 11月4日 | M R                                                     | Aldgate                                                         | アルドゲイト駅                                    | ハマ｜スミス&シティー線 | サ｜クル線  |
| 1876年 12月4日 ｜ 1906年 11月4日 | M R                                                     | Bishopsgate                                                     | ビショップスゲイト駅 （リバプール・ストリート駅） | ハマ｜スミス&シティー線 | サ｜クル線  |
| 1875年 7月12日 ｜ 1906年 11月4日 | M R                                                     | Bishopsgate                                                     | ビショップスゲイト駅 （リバプール・ストリート駅） | ハマ｜スミス&シティー線 | サ｜クル線  |
| Moorgate Street                  | M R                                                     | ムーアゲイト・ストリート駅 （ムーアゲート駅）                   |                                                   | ハマ｜スミス&シティー線 | サ｜クル線  |
| Moorgate Street                  | M R                                                     | ムーアゲイト・ストリート駅 （ムーアゲート駅）                   | 1872年 8月1日 ｜ 1906年 11月4日                   | ハマ｜スミス&シティー線 | サ｜クル線  |
| Aldersgate Street                | M R                                                     | アルダーズゲイト・ストリート駅 （バービカン駅）                 |                                                   | ハマ｜スミス&シティー線 | サ｜クル線  |
| Farringdon Street                | M R                                                     | ファリンドン・ストリート駅 （ファリンドン駅）                   |                                                   | ハマ｜スミス&シティー線 | サ｜クル線  |
| King's Cross                     | M R                                                     | キングス・クロス駅 （キングス・クロス・セント・パンクラス駅）   |                                                   | ハマ｜スミス&シティー線 | サ｜クル線  |
| Gower Street                     | M R                                                     | ゴワー・ストリート駅 （ユーストン・スクエア駅）                 |                                                   | ハマ｜スミス&シティー線 | サ｜クル線  |
| Portland Road                    | M R                                                     | ポートランド・ロード駅 （グレート・ポートランド・ストリート駅） |                                                   | ハマ｜スミス&シティー線 | サ｜クル線  |
| Baker Street                     | M R                                                     | ベイカー・ストリート駅                                          |                                                   | ハマ｜スミス&シティー線 | サ｜クル線  |
| Edgware Road                     | M R                                                     | エッジウェア・ロード駅                                          |                                                   | ハマ｜スミス&シティー線 | サ｜クル線  |
| Edgware Road                     | H & C R                                                 | エッジウェア・ロード駅                                          |                                                   | ハマ｜スミス&シティー線 |             |
| Bishops Road                     | ビショップス・ロード駅 （パディントン駅）               |                                                                 |                                                   | ハマ｜スミス&シティー線 |             |
| Royal Oak                        | ロイヤル・オーク駅                                      |                                                                 |                                                   | ハマ｜スミス&シティー線 |             |
| Westbourne Park                  |                                                         |                                                                 |                                                   | ハマ｜スミス&シティー線 |             |
| Notting Hill                     | ノッティング・ヒル駅 （ラドブローク・グローブ駅）       |                                                                 |                                                   | ハマ｜スミス&シティー線 |             |
| Latimer Road                     | ラティメール・ロード駅                                  |                                                                 |                                                   | ハマ｜スミス&シティー線 |             |
| W L R                            | Uxbridge Road                                           | アックスブリッジ・ロード駅 （現在は廃止）                       | ウェスト ロンドン線                               |                         |             |
| W L R                            | Addison Road                                            | アディション・ロード駅 （ケンジントン（オリンピア）駅）         | ウェスト ロンドン線                               |                         |             |
| 1872年 8月1日 ｜ 1905年 1月31日  | Addison Road                                            | アディション・ロード駅 （ケンジントン（オリンピア）駅）         | M D R                                             | ディストリクト線        |             |
| 1872年 8月1日 ｜ 1905年 1月31日  | Earls Court                                             | アールズ・コート駅                                              | M D R                                             | ディストリクト線        |             |
| 1872年 8月1日 ｜ 1900年 6月30日  | Earls Court                                             | アールズ・コート駅                                              | M D R                                             | ディストリクト線        |             |
| Gloucester Road                  | ブロンプトン駅 （グロースター・ロード駅）               | サ｜クル線                                                      | M D R                                             | ディストリクト線        |             |
| South Kensington                 | サウス・ケンジントン駅                                  | サ｜クル線                                                      | M D R                                             | ディストリクト線        |             |
| Sloane Square                    | スローン・スクウェア駅                                  | サ｜クル線                                                      | M D R                                             | ディストリクト線        |             |
| Victoria                         | ヴィクトリア駅                                          | サ｜クル線                                                      | M D R                                             | ディストリクト線        |             |
| St. James's Park                 | セント・ジェームズ・パーク駅                            | サ｜クル線                                                      | M D R                                             | ディストリクト線        |             |
| Westminster Bridge               | ウェストミンスター・ブリッジ駅 （ウェストミンスター駅） | サ｜クル線                                                      | M D R                                             | ディストリクト線        |             |
| Charing Cross                    | チャリング・クロス駅 （エンバンクメント駅）             | サ｜クル線                                                      | M D R                                             | ディストリクト線        |             |
| Temple                           | テンプル駅                                              | サ｜クル線                                                      | M D R                                             | ディストリクト線        |             |
| Blackfriars                      | ブラックフライアーズ駅                                  | サ｜クル線                                                      | M D R                                             | ディストリクト線        |             |
| Mansion House                    | マンション・ハウス駅                                    | サ｜クル線                                                      | M D R                                             | ディストリクト線        |             |

## 歴史
この系統は1872年8月1日に運行を開始した。当初は、当時のインナー・サークルの終端と同じムーアゲイト・ストリート駅（現在のムーアゲート駅）とマンション・ハウス駅の間を、経由を変えて走行した。
具体的には、ムーアゲイト・ストリート駅からインナー・サークル北側のMRの線路をビショプス・ロード（現在のパディントン駅）まで、そこからH&CRの線路をラティメール・ロード駅まで、そして現在廃止された連絡線を経由した後、そこからWLRの線路をアディション・ロード駅（現在のケンジントン・オリンピア駅）まで、そしてそこからMDRの路線（グロスタロード駅からはインナー・サークル南側の路線）をマンション・ハウス駅まで走行するものであった。
MRがムーアゲイト・ストリート駅から西に延伸した際には、これにともなってミドル・サークルの北側の運転区間も延長された。1875年7月12日にはムーアゲイトストリート駅からビショップスゲイト駅（現在のリバプール・ストリート駅）に、1876年12月4日からはアルドゲイト駅が一方の終点となった。
しかし、1900年7月1日には運転区間が短縮され、もう一方の終点がマンション・ハウス駅からアールズ・コート駅とされた。さらに1905年2月1日には再び短縮され、アディション・ロード駅が終点となった。
結局、1906年11月4日には直通運転が廃止され、事実上ミドル・サークルは運行を中止した。ただし、ミドル・サークルの運行されていた各区間でMRとMDRの列車が他の系統を運行していた。
1950年10月19日、ウェストロンドン線の複数の駅が空襲による被害を受けたため運行を終了した際に、ミドル・サークルが使用したラティメール・ロード駅とWLRの間の連絡線も使用中止された。この連絡線は1960年代にはWest Cross Route高速道路の建設用地に転用するために撤去されている。

### 時期別の運行区間
|                          | 1872年 8月1日 〜 | 1872年 8月1日 〜 | 1872年 8月1日 〜 | 1875年 7月12日 〜 | 1875年 7月12日 〜 | 1875年 7月12日 〜 | 1876年 12月4日 〜 | 1876年 12月4日 〜 | 1876年 12月4日 〜 | 1900年 6月30日 〜 | 1900年 6月30日 〜 | 1900年 6月30日 〜 | 1905年 1月31日 〜 1906年 11月4日 | 1905年 1月31日 〜 1906年 11月4日 | 1905年 1月31日 〜 1906年 11月4日 |
| ------------------------ | ---------------- | ---------------- | ---------------- | ----------------- | ----------------- | ----------------- | ----------------- | ----------------- | ----------------- | ----------------- | ----------------- | ----------------- | -------------------------------- | -------------------------------- | -------------------------------- |
| アルドゲイト             |                  |                  |                  |                   |                   |                   |                   |                   |                   |                   |                   |                   |                                  |                                  |                                  |
|                          |                  |                  |                  |                   |                   |                   |                   |                   |                   |                   |                   |                   |                                  |                                  |                                  |
| ビショップスゲイト       |                  |                  |                  |                   |                   |                   |                   |                   |                   |                   |                   |                   |                                  |                                  |                                  |
|                          |                  |                  |                  |                   |                   |                   |                   |                   |                   |                   |                   |                   |                                  |                                  |                                  |
| ムーアゲイト・ストリート |                  |                  |                  |                   |                   |                   |                   |                   |                   |                   |                   |                   |                                  |                                  |                                  |
|                          |                  |                  |                  |                   |                   |                   |                   |                   |                   |                   |                   |                   |                                  |                                  |                                  |
| アディション・ロード     |                  |                  |                  |                   |                   |                   |                   |                   |                   |                   |                   |                   |                                  |                                  |                                  |
|                          |                  |                  |                  |                   |                   |                   |                   |                   |                   |                   |                   |                   |                                  |                                  |                                  |
| アールズ・コート         |                  |                  |                  |                   |                   |                   |                   |                   |                   |                   |                   |                   |                                  |                                  |                                  |
|                          |                  |                  |                  |                   |                   |                   |                   |                   |                   |                   |                   |                   |                                  |                                  |                                  |
| マンションハウス         |                  |                  |                  |                   |                   |                   |                   |                   |                   |                   |                   |                   |                                  |                                  |                                  |
|                          |                  |                  |                  |                   |                   |                   |                   |                   |                   |                   |                   |                   |                                  |                                  |                                  |